# Răsmirești
Răsmirești est une commune du județ de Teleorman en Roumanie.